# 新乡文庙
新乡文庙位于中华人民共和国河南省新乡市红旗区，在历史上为新乡县的文庙和县学。始创年代已无考，宋朝以来历代曾多次重修。现存大成殿、明伦堂等建筑及石碑，于1986年被河南省人民政府公布为第二批河南省文物保护单位，文庙内的大观圣作之碑于2013年被公布为第七批全国重点文物保护单位。

## 历史
新乡文庙始创年代无考，北宋熙宁六年（1073年）废新乡县，庙随县废，元祐二年（1087年）在旧址重建。金大定八年（1168年）建大成殿，贞祐年间毁于兵。元至顺二年（1331年）重建大成殿，元末又毁于兵。明洪武三年（1370年）重修，弘治五年（1492年）新建石质棂星门，取代旧有的木质建筑。弘治七年（1494年）、十六年（1503年）和十八年（1505年）多次增修。嘉靖十三年（1534年）建尊经阁，二十年（1541年）在尊经阁前建乡贤祠、名宦祠。隆庆四年（1570年）建启圣祠。万历六年（1578年）、十年（1582年）、二十一年（1593年）、崇祯四年（1631年）多次增修。清康熙八年（1669年）重修聚奎楼，二十七年（1688年）增修大成殿、东西庑，三十三年（1694年）修葺明伦堂，五十七年（1718年）重修大成殿、两庑、戟门、棂星门。雍正三年（1725年）在学宫东侧建忠义孝悌词、节孝祠，十三年（1735年）重修尊经阁。乾隆二年（1737年）修梓潼祠，六年（1741年）重修聚奎楼，十一年（1746年）重修大成殿、明伦堂、敬一亭、启圣宫等建筑。

## 现存建筑

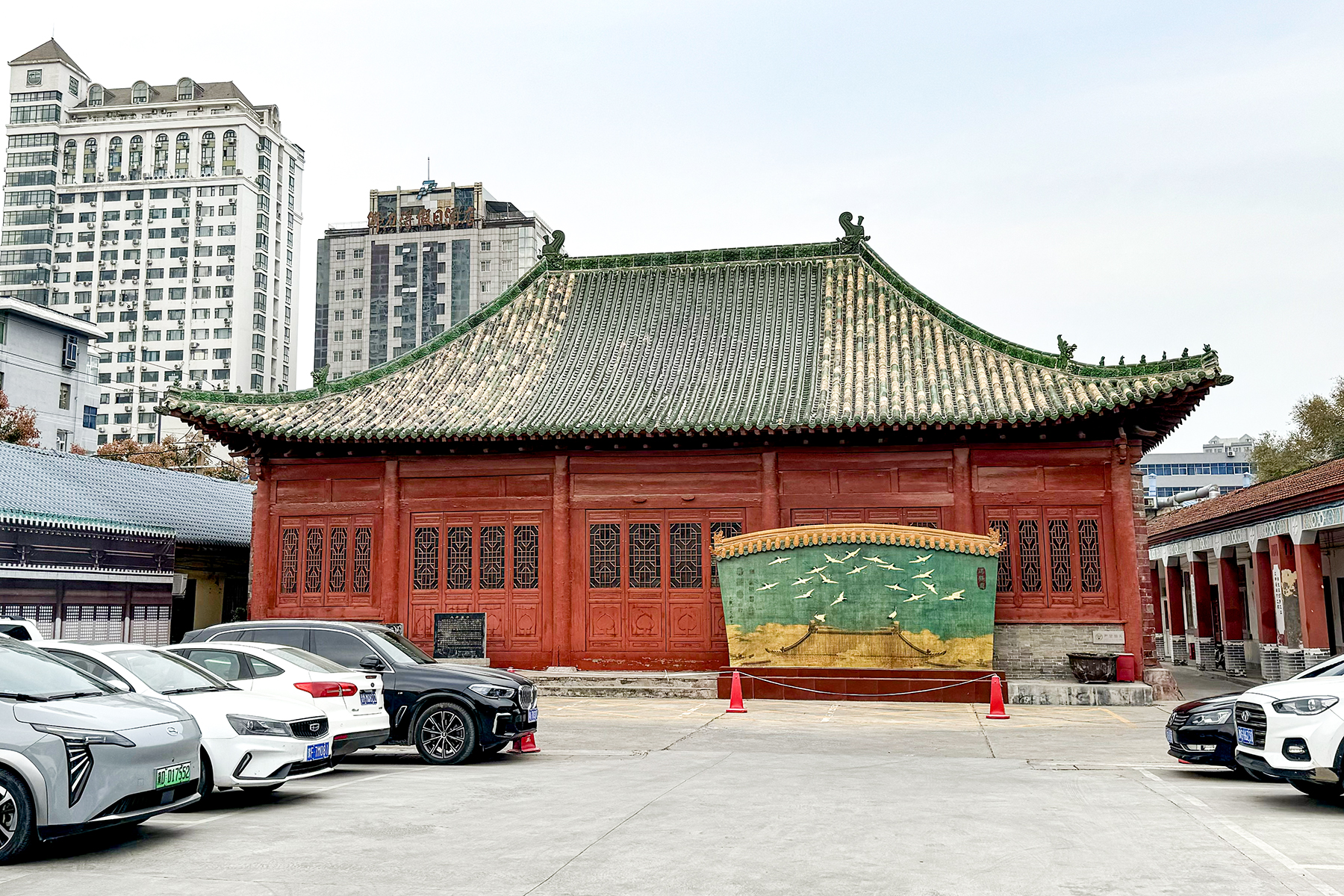
大成殿

新乡文庙现存大成殿和明伦堂，大成殿为文庙的主体建筑，面阔五间，进深三间，单檐庑殿顶，上覆绿色琉璃瓦。檐下施五踩斗拱，四壁的部分砖上有“正德拾年武陟县造”、“怀庆府修武县造”等戳记，部分建筑构件从元朝保留至今。明伦堂为学宫的主要建筑，初创于北宋末年，建筑建于明朝，清朝重修，近年又修。明伦堂面阔五间，进深三间，为单檐卷棚硬山顶，檐下施斗拱。山墙上嵌有石碑7通，记录了明成化时期至清顺治时期学宫培养出的进士、贡生的信息。

## 大观圣作之碑
新乡文庙内的大观圣作之碑由宋徽宗撰书，内容为北宋王朝为学校制定的法规条文，包括办学宗旨，以及学生的行为准则“八行”、“八刑”，为北宋时期教育科举制度的实物史料。该碑书体为宋徽宗所创的瘦金体，在书法上极具艺术价值。